# Super Bowl XXXV
Der Super Bowl XXXV war der 35. Super Bowl, das Endspiel der Saison 2000 der National Football League (NFL) im American Football. Es fand am 28. Januar 2001 im Raymond James Stadium von Tampa Bay statt, Kontrahenten waren der Meister der American Football Conference (AFC), die Baltimore Ravens, und der Meister der National Football Conference (NFC), die New York Giants. Die Ravens gewannen 34:7, und zum Super Bowl MVP wurde der Linebacker der Baltimore Ravens, Ray Lewis, gewählt.

## Überblick

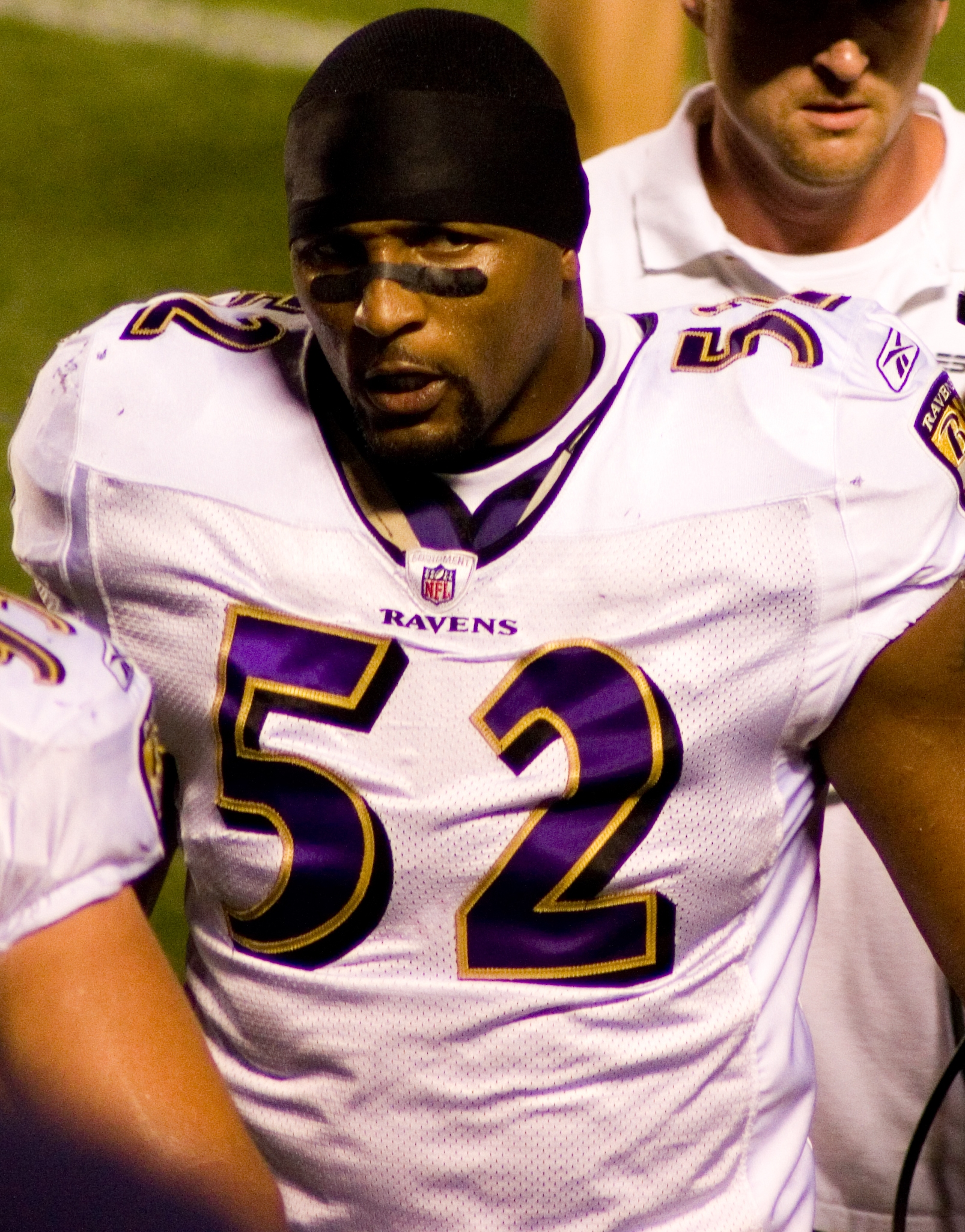
Ravens-Linebacker Ray Lewis wurde zum Super Bowl MVP gewählt.

Die Baltimore Ravens gewannen zwölf ihrer 16 Saisonspiele, eines weniger als ihr Conference-Rivale, die Tennessee Titans. Daher musste das Team aus Maryland in die AFC-Wildcard-Runde, wo sie die Denver Broncos 21:3 besiegten. Anschließend wurden die Titans mit 24:10 und dann die Oakland Raiders mit 16:3 ausgeschaltet. Herzstück der Ravens war ihre harte Verteidigung um Linebacker und amtierenden NFL Defensive Player of the Year Ray Lewis, die zwei bis heute gültige NFL-Rekorde aufstellte: wenigste Gegenpunkte (165) sowie erstes NFL-Team mit unter 1000 zugelassenen Rushing-Yards für den Gegner (965). Dazu kamen sieben Spiele, in denen der Gegner drei oder weniger Punkte machte. Der Angriff der Ravens war Mittelmaß: Runningback Jamal Lewis lief zwar für 1.364 Yards, aber Starting-Quarterback Tony Banks spielte so schlecht (Quarterback Rating von unter 70), dass er Mitte der Saison durch Trent Dilfer ersetzt wurde. Die Ravens erzielten in der ganzen Regular Season nur 333 Punkte, was Platz 14 ligaweit war.
Die New York Giants gewannen ebenfalls zwölf Saisonspiele und ihre Conference. „Big Blue“ besiegte in den Play-offs zuerst die Philadelphia Eagles 20:10, und im NFC-Finale wurden die Minnesota Vikings mit 41:0 geschlagen. Ähnlich wie die Ravens war das Team defensiv stark und offensiv Mittelmaß: die Verteidigung um Defensive End Michael Strahan erlaubte nur 246 Punkte (fünftbester Saisonwert), aber trotz der Runningbacks Tiki Barber und Ron Dayne sowie einem soliden Quarterback Kerry Collins (22 Touchdowns, 13 Interceptions) erzielten sie nur 328 Punkte, womit sie NFL-weit lediglich Rang 15 belegten.

## Spielverlauf

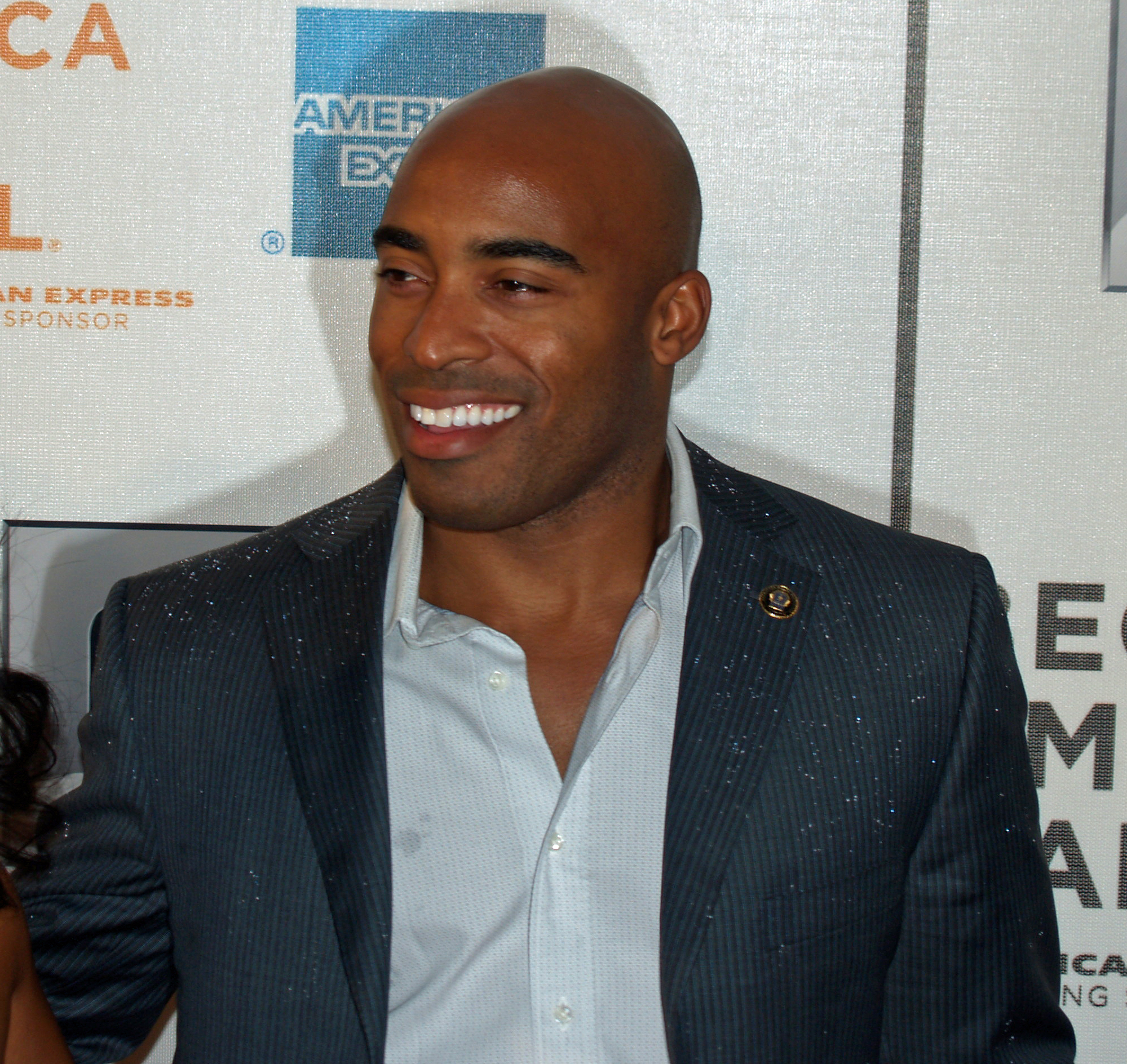
Tiki Barber erlief 49 der nur 152 Yards Raumgewinn für die New York Giants.

Nach einem erwartungsgemäß von beiden Verteidigungsreihen dominierten Start vollendete Ravens-Quarterback Trent Dilfer einen 38-Yard-Wurf auf Wide Receiver Brandon Stokley, und nach einem erfolgreichen PAT (Point-After-Touchdown) von Kicker Matt Stover stand es 7-0 für Baltimore. Auch danach dominierten beide Defensivteams die gegnerische Offensive, so dass die Ravens lediglich durch ein Field Goal von Stover zum 10-0 erhöhten. Ein aussichtsreicher Drive von New York wurde durch eine Interception von Ravens-Cornerback Chris McAlister kurz vor der Pause gestoppt. Die Giants beendeten somit die erste Hälfte ohne Punktgewinn.
In der zweiten Hälfte warf New-York-Quarterback Kerry Collins eine weitere Interception auf Ravens-Cornerback Duane Starks, der unbedrängt 47 Yards in die Endzone lief. Nach einem erfolgreichen PAT von Stover stand es 17-0 für Baltimore. Doch im darauffolgenden Kickoff gelang dem als Kick Returner eingeteilten Giant Ron Dixon ein 97-Yards-Touchdown, so dass es nach einem korrekten PAT durch Giants-Kicker Brad Daluiso nur noch 17-7 für die Ravens stand. Aber direkt im nächsten Spielzug gelang Ravens-Kick-Returner Jermaine Lewis ebenfalls ein Kick-Return-Touchdown, so dass es nach einem abermals guten PAT durch Stover der alte Abstand wiederhergestellt war (24-7 für die Ravens).
Der Widerstand der Giants war gebrochen: ihnen gelang den Rest des Spiels nur noch ein neues First Down. Nach einem Touchdown für Ravens-Runningback Jamal Lewis (PAT Stover, 31-7) leistete sich beim Kickoff Giants-Kick Returner Dixon einen kapitalen muff (d. h. missglückter Fangversuch), so dass Baltimore den Ball eroberte und einige Spielzüge später Matt Stover einen gelungenen Field Goal zum Endstand von 34-7 schoss. Zum Super Bowl MVP wurde Ravens-Linebacker Ray Lewis gewählt.
In diesem Spiel wurden diverse ewige Defensiv- bzw. negative Offensiv-Super-Bowl-Rekorde aufgestellt. Die Giants und Ravens erzielten zusammen nur 393 Yards Raumgewinn und mussten 21 Mal punten. Die Giants verbuchten gerade 152 Yards Raumgewinn, davon Runningback Tiki Barber alleine 49. 15 der 16 Giants-Angriffsserien endeten ohne Punktgewinn, und Giants-Quarterback Kerry Collins (null Touchdowns, vier Interceptions) erzielte ein Quarterback Rating von historisch tiefen 7.1. Besonders bitter war die Niederlage für Giants-Offensive-Guard Glenn Parker, der den wenig beneidenswerten Rekord aufstellte, fünfmal ein Super-Bowl-Match zu verlieren (viermal mit den Buffalo Bills, einmal mit den New York Giants). Allerdings schaffte Baltimore auch das Kunststück, einen gesamten Super Bowl ohne Ballverlust (d. h. ohne Interception oder Fumble) durchzuspielen.

## Super-Bowl-Rekorde
- Teamrekorde[4]
  - Geringster Raumgewinn, beide Teams zusammen: 393 Yards
  - Wenigste Laufspielzüge, beide Teams zusammen: 49
  - Kürzeste Zeit für drei Touchdowns, beide Teams zusammen: 36 Sekunden (Starks, Dixon, Je. Lewis)
  - Meiste Punts, beide Teams zusammen: 21
  - Niedrigste Quote für Angriffe mit Punktgewinn: New York Giants, 6,25 % (1 aus 16)
  - Meiste Ballgewinne ohne eigenen Ballverlust: Baltimore Ravens, 5
  - Kein Ballverlust im gesamten Spiel: Baltimore Ravens

- Individuelle Rekorde[4]
  - Niedrigstes Quarterback Rating für einen Starting-Quarterback: Kerry Collins (New York Giants), 7.1
  - Meiste Punts: Brad Maynard (New York Giants), 11
  - Meiste Fair Catches nach Punt: Jermaine Lewis (Baltimore Ravens), 4
  - Meiste Super-Bowl-Niederlagen: Glenn Parker (New York Giants): 5